# Mordella schwarzi
Mordella schwarzi är en skalbaggsart som beskrevs av Liljeblad 1945. Mordella schwarzi ingår i släktet Mordella och familjen tornbaggar. Inga underarter finns listade i Catalogue of Life.